# Napal (Bulok)
Napal is een bestuurslaag in het regentschap Tanggamus van de provincie Lampung, Indonesië. Napal telt 2599 inwoners (volkstelling 2010).